# Unreal (computerspel)
Unreal is een computerspel, ontworpen door Epic Games en gepubliceerd door GT Interactive op 22 mei 1998. Het spel is een first person shooter. Het werd ondersteund door de Unreal Engine die al drie jaar in aanbouw was voordat het spel werd uitgebracht.
De uitbreiding Unreal Mission Pack I: Return To Na Pali werd uitgebracht op 31 mei 1999 en voegde nieuwe missies toe aan de singleplayermode van Unreal. Unreal en Unreal Mission Pack I: Return To Na Pali werden later samen verkocht in een spel met de naam Unreal Gold. Op 30 augustus 2001 werd Unreal Gold samengevoegd met Unreal Tournament en werd het verkocht als Totally Unreal. Unreal is sinds november 2024 gratis legaal te downloaden.

## Competitie met Quake
De game-engine van Unreal werd bij het verschijnen gezien als een grote concurrent van de engine van Quake van id Software, en het spel Unreal zelf werd technisch superieur beschouwd aan Quake II, dat op dat moment ook op de markt was. Aangezien Unreal een eigen scriptingtaal (UnrealScript) had, ontwikkelde zich een grote community op internet die nieuwe uitbreidingen voor het spel ontwikkelde om de gameplay te verbeteren. Deze mogelijkheid zorgde dat het product in het algemeen wat langer populair bleef en zette aan tot nieuwe ontwikkelingen. Het pakket bezat eveneens een programma voor het maken van nieuwe levels en aanpassingen, namelijk UnrealEd.

## Het spel
Het spel begint in het ruimteschip Vortex Rikers. Het ruimteschip moet een groep verbannen criminelen naar een verre planeet brengen om ze daar de rest van hun leven te laten slijten. Tijdens de lange vlucht wordt het ruimteschip echter gegrepen door de zwaartekracht van de planeet Na Pali en stort neer.
De speler neemt de rol aan van gevangene 849, een van de gevangenen die de crash overleeft. Bij aanvang van het spel komt de speler bij in zijn cel. De deur is open en de speler kan onbewapend op ontdekkingstocht in de hoop een manier te vinden om Na Pali te verlaten en terug te keren naar de aarde. Doorheen het begin van het spel komt gevangene 849 geleidelijk aan meer te weten van de toestand. Na Pali blijkt te zijn overgenomen door een buitenaards ras, genaamd de Skaarj, dat de oorspronkelijke bewoners (de Nali) tot slaven heeft gemaakt. De Skaarj zien de speler als een bedreiging en proberen hem dan ook op elke mogelijke manier te hinderen. Gevangene 849 ziet de Skaarj echter als een kans op ontsnapping daar zij beschikken over een nog functioneel ruimteschip met ontsnappingscapsules, en gaat daarom op zoek naar hun moederschip.

## Wezens

#### Skaarj
De Skaarj zijn een agressief hagedisachtig ras. Ze hebben een geavanceerde technologie met plasmawapens en krachtschilden. Het is een oorlogsras, dat ook gebruikmaakt van rassen zoals Brutes en Kralls. De Nali worden als slaven onderdrukt.
- Pupae zijn de kleinste versies van de Skaarj, die op spinnen met slechts vier poten lijken. Ze komen vooral op donkere plekken voor en men kan hun aanwezigheid opmerken door hun sissende geluid. Pupae kunnen zeer ver springen en vallen vaak in groepen aan.
- Warrior Skaarj zijn de eerste hoofdgroep van de Skaarj. Ze hebben lange klauwen aan hun handen en kunnen energiebollen afschieten. Ze zijn erg snel en wendbaar waardoor ze de meeste aanvallen kunnen ontwijken. Warrior Skaarj komen in verschillende subklassen voor, namelijk Skaarj Scout, Skaarj Warrior, Skaarj Berserker, Skaarj Assassin, Skaarj Lord en Ice Skaarj. De Skaarj Berserker is de grootste en de agressiefste van de Warrior Skaarj en valt ook andere Skaarj aan.
- Trooper Skaarj zijn de tweede hoofdgroep van de Skaarj. Trooper Skaarj zijn meer gepantserd dan Warrior Skaarj en gebruiken verschillende wapens in een gevecht. Sommige gebruiken een tijdelijk schild dat hen even onkwetsbaar maakt. Er bestaan Skaarj Trooper, Skaarj Infantry, Skaarj Sniper,SkaarjGunner en SkaarjOfficer.
- Warlord is een Skaarj met vleermuisvleugels en bewapend met een raketschieter. Hij is in de lucht erg wendbaar en moeilijk te raken.
- Queen is de moeder van alle Skaarj en de laatste vijand in het spel. De Queen is een grote Skaarj die zich kan teleporteren. Verder kan ze net als de warrior Skaarj energiebollen afvuren en net als de Trooper Skaarj een schild oproepen.

#### Andere aliens
Naast de Skaarj komt men nog een aantal andere Aliens tegen op Na Pali. De meeste werken als slaven voor de Skaarj.
- Brute zijn grote monsters met raketwerpers als wapens. Ze komen voor in de varianten Lesserbrute, Brute en Behemoth.
- Krall zijn bruin-grijze hagedisachtige monsters, gewapend met een staf. Ze werden jaren geleden net als de Nali door de Skaarj gevangen als slaven en worden nu gebruikt als bewakers van belangrijke gebouwen. Krall Elite zijn een sterkere variant.
- Mercenary zijn een ander buitenaards ras en rivalen van de Skaarj. Men komt de Mercenary alleen tegen aan boord van hun schip "de Terraniux" en als gevangenen aan boord van het Skaarj-moederschip. Mercenary Elite is een sterkere variant.
- Titan behoren tot de sterkste tegenstanders in het spel. Het zijn reusachtige monsters die met stenen gooien. Ze zijn echter erg langzaam en vallen iedereen aan die in hun buurt komt, ook andere vijanden. Nog groter zijn de Stonetitan.

#### Dieren
Op de planeet vindt men ook enkele dieren, de vaste bewoners van de planeet.
- Biterfish zijn kleine visjes. Ze zijn meestal onschuldig, maar kunnen toch kleine schade aanrichten.
- Devilfish, een haaiachtige vis die alles aanvalt wat hij ziet, ook vijanden.
- Tentacle zijn plantachtige monsters die aan het plafond van een ruimte hangen. Ze kunnen niet bewegen en schieten stekels vanaf hun staart.
- Slith zijn groene slangachtige reptielen die zowel op het land als in het water voorkomen. Ze spugen groen zuur en hebben scherpe klauwen. Ze zijn nauw verwant aan de Skaarj.
- Fly zijn reuzenvliegen die op de meest onverwachte momenten kunnen opduiken.
- Gasbag zijn grote ronde monsters met 2 armen. Ze vliegen en spugen vuurballen, de Giant Gasbag is een grote variant.
- Manta is een vliegend monster die zijn staart als wapen gebruikt. Cavemanta is de kleinere variant en de Giantmanta de grotere.
- Squid Is een inktvis dat de speler grijpt en zwarte rook gebruikt als wapen. Dit monster is alleen te zien in de unrealED

#### Nali
Niet alle inwoners van de planeet Na Pali zijn vijandig. De Nali zijn de oorspronkelijke bewoners van de planeet. Nali lijken op mensen met vier armen. Een variant is de Nalipriest. De Nali denken dat gevangene 849 de verlosser is die is gekomen om hen te bevrijden van de Skaarj. Daarom zijn ze vaak bereid de speler te helpen door hem een weg of geheime locatie te tonen. De Nalicow (en Nalicalf) zijn de huisdieren van de Nali, de Nali Rabbit zijn kleine onschuldige konijnachtige dieren die men buiten kan aantreffen.

## Wapens en items
In Unreal heeft de speler tien wapens tot zijn beschikking:
- Het Dispersion pistol is het standaard wapen van de bewakers van de Vortex Rikers. Het valt nooit zonder munitie. In het spel kan de speler een viertal upgrades voor dit wapen vinden, waarna het wapen in combinatie met de amplifier het zwaarste wapen van het spel wordt.
- De Automag is een precies handvuurwapen, alleen effectief tegen zwakkere vijanden.
- De Stinger is een soort mitrailleur die kristalscherven schiet.
- De ASMD is een energiewapen, dat energiestralen of -ballen kan afvuren. Door eerst secondary en direct erna primary mode te gebruiken kan een extra zwaar schot worden verkregen.
- De Eightball Gun is een raketlanceerder. Het kan zes raketten ineens afvuren of granaten werpen.
- Het Flak Cannon schiet een wolk van metaalscherven.
- De Razorjack is een Skaarj-wapen. Het schiet draaiende, getande messen af, die tegen voorwerpen kunnen afketsen en die zo om een hoek kunnen geschoten worden.
- Het Ges Biorifle schiet met chemisch afval, dat ontploft wanneer het een vijand raakt. Het slijm dat in de munitie van het wapen verwerkt is, is gebaseerd op het lichaamseigen gif van de slither.
- De Assault Rifle is een lange-afstandswapen, uitgerust met een snipermode.
- De Minigun, een snel handvuurwapen dat dezelfde munitie gebruikt als de Automag.
- De "quadshot" een soort van shotgun (Dit wapen is alleen te verkrijgen via unrealED)

Doorheen het spel kan men verschillende Items vinden, die de gezondheid of pantser kunnen aanvullen.
- Bandages, Health Pack, Nalifruit, Nalifruit seeds en Super Health pack herstellen de gezondheid.
- Het Assault vest, Kevlar suit, Toxin suit, Asbestos suit, Shield Belt, Power shield bieden extra bescherming tegen verwondingen of speciale omstandigheden (zoals hitte en gif).
- In donkere ruimtes kan men gebruikmaken van Flare, Flashlight of Searchlight.

Andere items zijn de Universal Translator (universele vertaler), die nuttige informatieberichten levert, de Amplifier, die sommige wapens kan versterken, 'Invisibility (tijdelijke onzichtbaarheid), (Super) Jump boots (om extra hoog te springen), SCUBA Gear (om langer te duiken),Voice box (om schietgeluiden te maken om vijanden te lokken) en 'Dampener (een geluiddemper voor wapens in multiplayer-spelen)